# Гуркі-Малі (Лодзинське воєводство)
Гуркі-Малі (пол. Górki Małe) — село в Польщі, у гміні Тушин Лодзький-Східного повіту Лодзинського воєводства.
Населення — 250 осіб (2011).

## Демографія
Демографічна структура станом на 31 березня 2011 року:
|          | Загалом | Допрацездатний вік | Працездатний вік | Постпрацездатний вік |
| -------- | ------- | ------------------ | ---------------- | -------------------- |
| Чоловіки | 123     | 15                 | 93               | 15                   |
| Жінки    | 127     | 24                 | 76               | 27                   |
| Разом    | 250     | 39                 | 169              | 42                   |